# Rick Hoogendorp
Rick Hoogendorp (Blerick, Venlo, 12 de gener de 1975) és un futbolista neerlandès que ocupa la posició de davanter.
Ha jugat en diferents equips del seu país, com l'ADO Den Haag, l'FC Dordrecht o el RKC Waalwijk, entre d'altres. També ha militat al Celta de Vigo gallec i al VfL Wolfsburg alemany.